# Quintus Fabius Maximus Aemilianus
Quintus Fabius Maximus Aemilianus was een Romeins politicus en generaal.
Hij was de natuurlijke zoon van Lucius Aemilius Paulus Macedonicus, die tijdens de Derde Macedonische oorlog koning Perseus had verslagen. Aemilius Paulus had vier zonen, die hij niet allemaal in de cursus honorum kon ondersteunen. Daarom liet hij Quintus Fabius adopteren door Quintus Fabius Maximus, zodat zijn zoon lid werd van de oude gens Fabia. 
Quintus Fabius Maximus Aemilianus vocht onder zijn vader mee in de Derde Macedonische oorlog en werd naar Rome gezonden om daar het bericht van de Romeinse overwinning in de Slag bij Pydna te brengen. Hij was praetor in Sicilië tussen 158 en 149 v.Chr. In 145 v.Chr. werd hij in Rome tot consul gekozen. Na zijn consulaat werd hij proconsul in Hispania, waar hij de opstandige Lusitaniërs versloeg. Het lukte hem echter niet de rebellenleider Viriathus gevangen te nemen, waardoor de oorlog nog een aantal jaren verderging.
Zijn jongere broer Scipio Aemilianus was eveneens geadopteerd, maar de twee hielden altijd een sterke band. Beide broers waren ook bevriend met de Griekse historicus Polybius. De zoon van Quintus Fabius was Quintus Fabius Maximus Allobrogicus, die in 121 v.Chr. consul was.